# Wegekreuz Kothausen

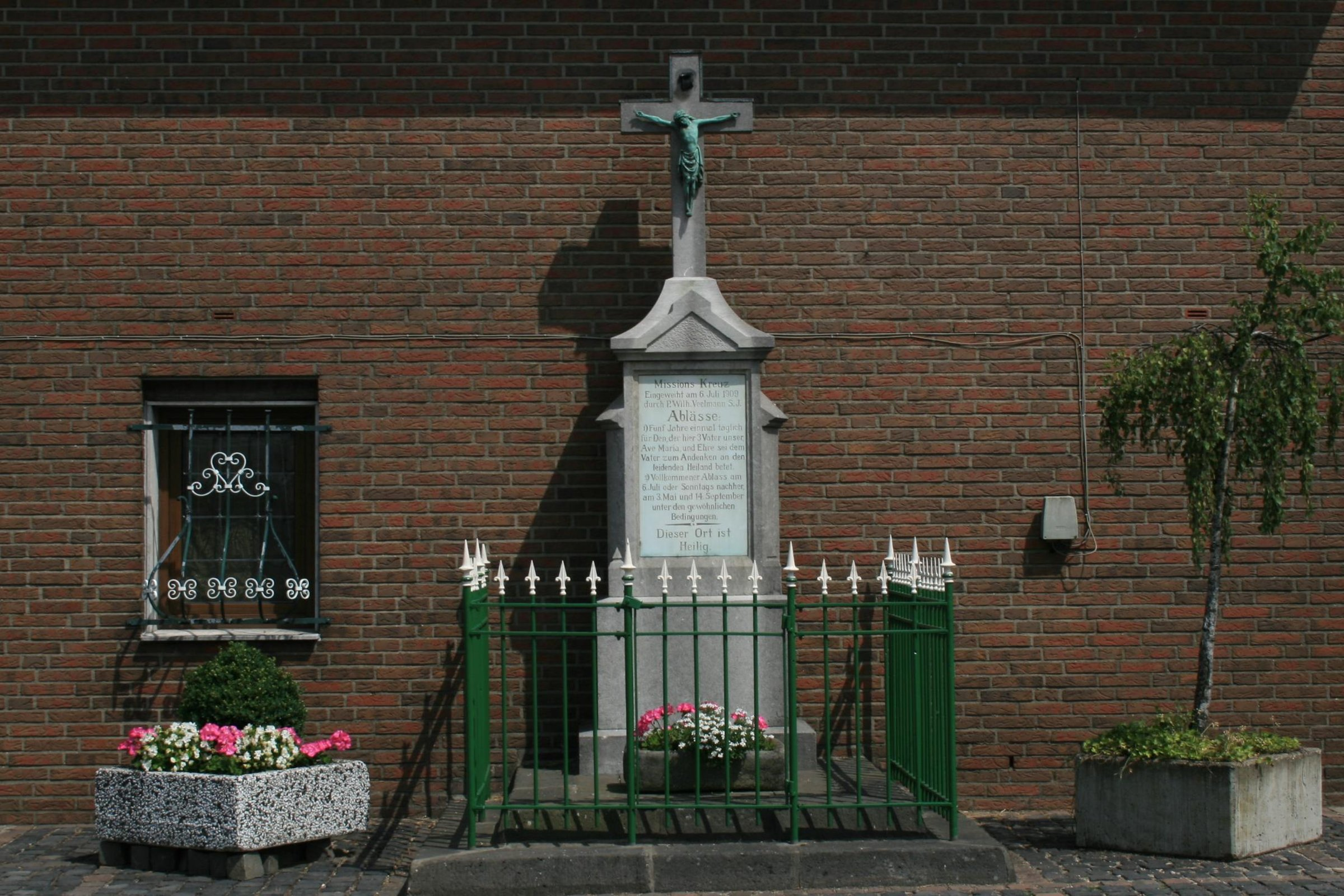
Wegekreuz (2011)

Das Wegekreuz Kothausen steht im Stadtteil Kothausen in Mönchengladbach (Nordrhein-Westfalen).
Das Kreuz wurde 1909 erbaut. Es ist unter Nr. K 083 am 10. Oktober 1995 in die Denkmalliste der Stadt Mönchengladbach eingetragen worden.

## Lage
Das als Missionskreuz 1909 eingeweihte Wegekreuz steht in Kothausen vor der
Hauswand des Gebäudes Gladbacher Straße 333.

## Architektur
Es handelt sich um  ein kleines Schaftkreuz auf hohem, gegliedertem und pfeilerförmigem Unterbau, Blaustein. Neu gestalteter zweistufiger Sockel aus Basaltlava-Blockstufen. Die Sockelplatte leitet über einen kubischen Unterbau in das hochrechteckige Mittelteil über, das eine weiße Marmortafel mit der Inschrift aufweist:
Missionskreuz / Eingeweiht am 6. Juli 1909 / durch P. Wilhelm Veelmann S. J.
Das Mittelteil wird von zwei angeschobenen Pfeilern mit Wasserschlägen flankiert und leitet über eine dreieckig ausgebildete Verdachung in die Basis des Schaftkreuzes über. Aufgesetzter Corpus und INRI-Tafel bestehen aus Metall (vermutlich Kupfer).
Das Wegekreuz befindet sich in einem guten Erhaltungszustand. Bauliches Umfeld und einige Details legen den Schluss nahe, dass das Objekt bei der Umgestaltung der Straßenführung in Kothausen versetzt bzw. neu aufgebaut wurde.
Bei dem Missionskreuz handelt es sich um eine zeittypische Steinmetzarbeit, die das religiöse Leben in Kothausen und die lokale Volksfrömmigkeit belegt. Das Objekt ist aus orts- und sozialgeschichtlichen Gründen (Zeugnis des religiösen Lebens und der Volksfrömmigkeit) als Baudenkmal schützenswert.